# NGC 1195
NGC 1195 est une petite galaxie lenticulaire située dans la constellation de l'Éridan. NGC 1195 a été découverte par l'astronome irlando-danois John Dreyer en 1877.

## Caractéristiques
Sa vitesse par rapport au fond diffus cosmologique est de 3 729 ± 38 km/s, ce qui correspond à une distance de Hubble de 55,0 ± 3,9 Mpc (∼179 millions d'al).